# Enharmoniek
In de oude Griekse muziektheorie is enharmoniek naast diatoniek en chromatiek, een van de systemen om een toonladder te vormen. Men verdeelde toentertijd het octaaf in twee tetrachorden, elk van vier tonen, die gelijke opbouw moesten hebben, en waarbij de uiterste tonen een reine kwart vormden. In de enharmoniek bestond een tetrachord - men dacht de tonen dalend - uit een ditonus en twee microtonen. Voorbeelden van zulke verdelingen zijn:
| 1 | 2     | 3     | 4   |
| - | ----- | ----- | --- |
| 1 | 36:35 | 16:15 | 4:3 |
| 1 | 28:27 | 16:15 | 4:3 |
| 1 | 64:63 | 28:27 | 4:3 |
| 1 | 49:48 | 28:27 | 4:3 |
| 1 | 25:24 | 13:12 | 4:3 |
De ditonus heeft daarin een toonafstand van 16:13, 5:4 of 9:7 en de microtonale afstanden zijn van de orde van een kwarttoon.
Tegenwoordig wordt in de muziek met enharmoniek het verschijnsel bedoeld, dat elke toon en toonsoort meerdere namen heeft, en kan worden afgeleid van twee of drie stamtonen.
Zo kan afhankelijk van de context bijvoorbeeld de c tevens deses of bis worden genoemd, de cis tevens des enzovoorts. Er wordt wel gezegd dat de c, deses en bis enharmonisch verwisseld kunnen worden.
Op instrumenten die getempereerd gestemd zijn, zijn enharmonisch verwisselde tonen volkomen gelijk. Een zanger of violist, zonder begeleiding, maakt onbewust gebruik van reine stemming, en dan is er wel degelijk verschil tussen een as en een gis in een toonladder van C. Waar de afstand in cents tussen c en as/gis getempereerd 800 cent bedraagt (8 halve tonen) is dat in de reine stemming 814 cent voor de as en 794 cent voor een gis, ofwel een verschil van 20 cent (een diaschisma of ongeveer een tiende toon) en heel goed hoorbaar en intoneerbaar.
Op deze wijze kan ook over de enharmonische gelijkheid van intervallen worden gesproken: de overmatige kwint is enharmonisch gelijk aan de kleine sext, de verminderde septiem aan de grote sext, enzovoorts.
Een enharmonische modulatie is een modulatie naar een toonsoort die eenvoudiger genoteerd wordt dan de functioneel juiste benaming. Dat betekent ook: om praktische redenen met minder voortekens.

## Voorbeelden
- De 31e pianosonate in As majeur van Beethoven. In het eerste deel worden maat 69 tot en met 77 in E majeur (4 kruisen) genoteerd in plaats van in Fes majeur (8 mollen).
- Het derde Praeludium met fuga van Das wohltemperierte Klavier, zowel I als II. Ze werden beide door Bach geschreven in Cis majeur (7 kruisen), maar worden soms getranscribeerd naar Des (5 mollen). Voor de uitvoering maakt dat geen verschil.
- Het Adagio uit Toccata, Adagio en Fuga BWV 564 van Bach demonstreert aan het slot (Grave) in de pedaalstem heel pregnant, driemaal binnen drie maten, hoe dissonerend en dramatisch de verminderde septiem, de overmatige kwint en de verminderde kwart in melodie en harmonie kunnen werken. Dit in tegenstelling tot hun 'even grote' enharmonische pendanten grote sext, kleine sext en grote terts. In Bachs melodie verschijnen bes-cis, f-Gis en c´-dis als verminderde septiemen, cis-F en dis-G als overmatige kwinten en Gis-c als verminderde kwart. Speelt men in plaats hiervan in hetzelfde ritme de motieven bes-des-F, f-As-c, c'-es-G (zonder de andere stemmen), dan zijn er met dezelfde toetsen na de enharmonische vervanging ineens drie relatief 'gewone' kleine drieklanken te herkennen.

## Enharmonisch gelijk
Als twee (of meer) tonen enharmonisch gelijk zijn, betekent dit dat deze tonen (in gelijkzwevende stemming) hetzelfde klinken, maar dat ze anders heten, omdat ze ten opzichte van de lokale tonaliteit een andere functie hebben. Een b die met een halve toon is verlaagd naar een bes klinkt hetzelfde als een a die met een halve toon is verhoogd tot een ais.

## Enharmonische verwisseling
Enharmonische verwisseling is een term in de muziektheorie waarmee aangegeven
wordt dat een noot verwisseld wordt met een noot van (nagenoeg) dezelfde toonhoogte, maar met een verschillende benaming. In de gelijkzwevende temperatuur zijn de verwisselde noten wat toonhoogte betreft hetzelfde, maar hebben een andere benaming. Enharmonische verwisseling kan een tweeledig doel hebben: enerzijds kan een modulatie in de harmonie worden voorbereid, door een toon enharmonisch een andere functie te geven in een harmonie, anderzijds kan enharmonische verwisseling soms de leesbaarheid van een stuk vergroten.
In de toonsoort E-groot (4 kruisen) is de toon op de zevende trap de dis. In de toonsoort f-klein met 4 mollen staat op op de zevende trap een es. Op klavierinstrumenten worden beide met dezelfde toets gespeeld. De dis en de es worden enharmonisch verwisseld.
Niet alleen de zwarte toetsen kunnen met meerdere namen aangesproken worden, ook de witte toetsen kunnen enharmonisch verwisseld (en genoteerd) worden. In Cis-groot (7 kruisen) heet de toon op de derde trap de eis en deze wordt meestal ook als zodanig genoteerd, maar hij is enharmonisch gelijk aan de f.
Met dubbelverhogingen- en verlagingen zijn weer ingewikkelder enharmonisaties mogelijk. Merk op dat de gis/as de enige toon is die geen drie enharmonisaties heeft (tenzij driedubbelverhogingen/verlagingen worden ingevoerd: fisisis = gis = as = beseses - maar dat is zeer ongebruikelijk).
| bis c deses | bisis cis des | cisis d eses | dis es feses | disis e fes | eis f geses | eisis fis ges | fisis g ases | gis as | gisis a beses | ais bes ceses | aisis b ces |
| bis c deses |               | cisis d eses |              | disis e fes | eis f geses |               | fisis g ases |        | gisis a beses |               | aisis b ces |